# Паркинсон, Джон
Джон Паркинсон англ. John Parkinson (1567 — 6 августа 1650) — английский ботаник. Аптекарь Якова I. Королевский ботаник при Карле I. Автор первого ботанического описания растений кофе. Близкий друг Джона Традесканта старшего.

## Биография
Джон Паркинсон родился в 1567 году, его молодость прошла в Йоркшире. В возрасте 14 лет он переехал в Лондон, где работал учеником аптекаря.
Умер летом 1650 года, похоронен 6 августа в церкви Сент-Мартин-ин-зе-Филдс (Лондон).

## Работы

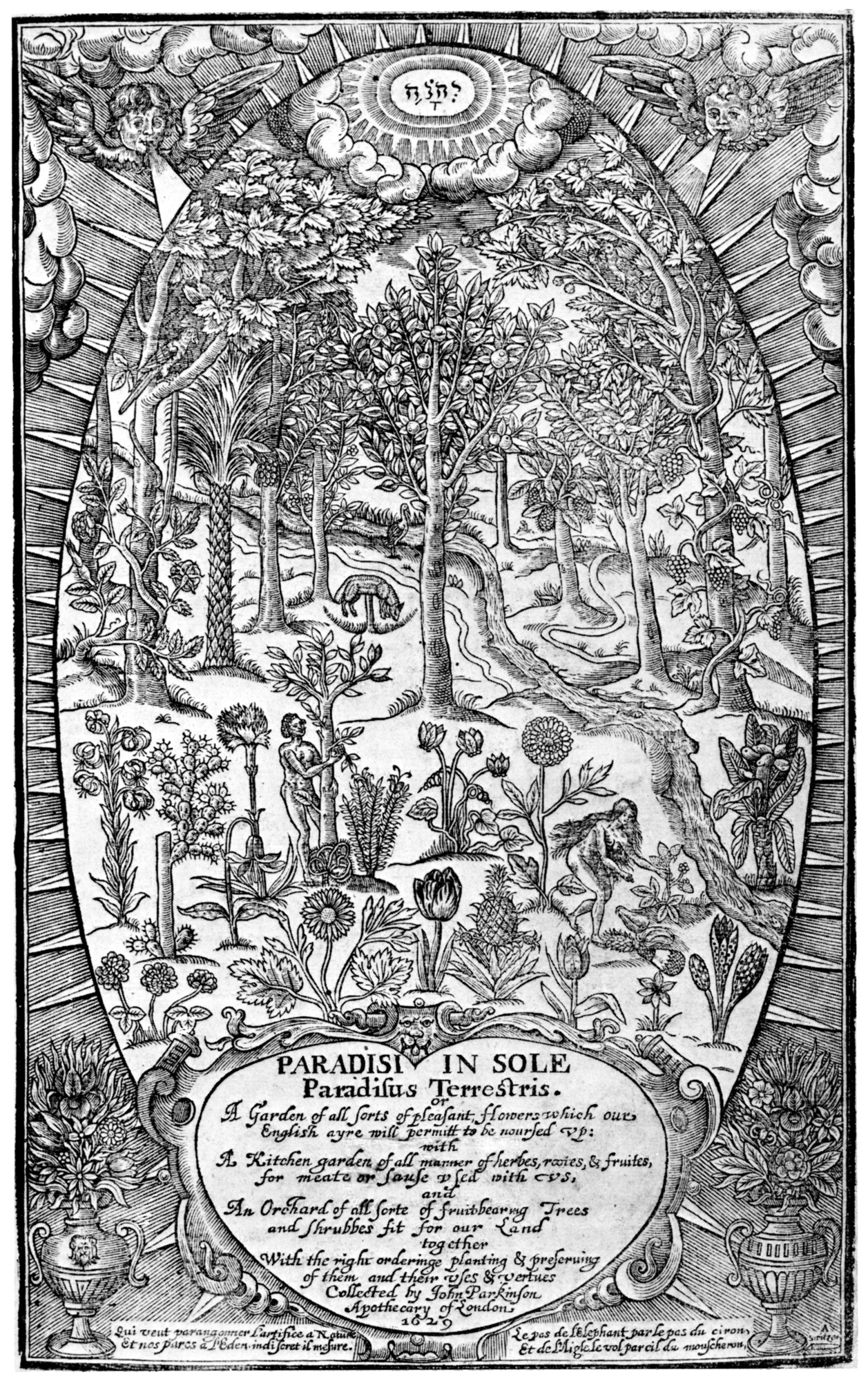
Обложка «Paradisi in Sole Paradisus Terrestris» (1629)

- 1629 — «Paradisi in Sole Paradisus Terrestris» (Park-in-Sun's Terrestrial Paradise)
- 1640 — «Theatrum Botanicum» («The Botanical Theatre or Theatre of Plants», содержит первое описание растений кофе)